# Coupe du Burundi féminine de football
La coupe du Burundi féminine de football ou coupe de la Première dame est une compétition de football féminin à élimination directe organisée par la Fédération du Burundi de football.

## Histoire
La première édition de la compétition a lieu en 2021. Elle se conclut le 14 août 2021 sur la victoire du PVP Buyenzi face au Fofila PF sur le score de 4 buts à 2.

## Palmarès
| Saison | Vainqueur   | Score | Finaliste |
| ------ | ----------- | ----- | --------- |
| 2021   | PVP Buyenzi | 4-2   | Fofila PF |